# Małe Walichnowy (gmina)
Małe Walichnowy (od 1973 Rudno) – dawna gmina wiejska istniejąca w latach 1934–1954 w woj. pomorskim/gdańskim (dzisiejsze woj. pomorskie). Siedzibą władz gminy były Małe Walichnowy.
Gmina zbiorowa Małe Walichnowy została utworzona 1 sierpnia 1934 roku w powiecie tczewskim w woj. pomorskim (II RP) z dotychczasowych jednostkowych gmin wiejskich: Gręblin, Lichnowy Szlacheckie, Małe Walichnowy, Międzyłęż, Nowy Międzyłęż, Rozgarty, Rudno, Stary Międzyłęż, Wielkie Walichnowy i Wielkie Garc. 
Po wojnie (7 kwietnia 1945 roku) gmina wraz z całym powiatem tczewskim weszła w skład nowo utworzonego woj. gdańskiego. Według stanu z dnia 1 lipca 1952 roku gmina składała się z 7 gromad: Gręblin, Lichnowy Szlacheckie, Małe Walichnowy, Międzyłęż, Rudno, Wielki Garc i Wielkie Walichnowy. Gmina została zniesiona 29 września 1954 roku wraz z reformą wprowadzającą gromady w miejsce gmin. Jednostki nie przywrócono 1 stycznia 1973 roku po reaktywowaniu gmin, utworzono natomiast jej terytorialny odpowiednik, gminę Rudno.